# روبرت أ. جونسون (سياسي)
روبرت أ. جونسون هو سياسي أمريكي، ولد في 29 سبتمبر 1921 في شيكاغو في الولايات المتحدة، وتوفي في 11 ديسمبر 2014 في غروتون في الولايات المتحدة. نشط حزبياً في الحزب الديمقراطي. وقد انتخب عضو مجلس ولاية داكوتا الجنوبية ‏.